# Mesobiotus creber
Espèce
Synonymes
- Macrobiotus creber Pilato & Lisi, 2009

Mesobiotus creber est une espèce de tardigrades de la famille des Macrobiotidae.

## Distribution
Cette espèce est endémique des Seychelles.

## Publication originale
- Pilato & Lisi, 2009 : Tardigrades of the Seychelles Islands, with the description of three new species. Zootaxa, no 2124, p. 1–20.